# Thairopora mamillaris
Thairopora mamillaris är en mossdjursart som först beskrevs av Jean Vincent Félix Lamouroux 1816.  Thairopora mamillaris ingår i släktet Thairopora och familjen Thalamoporellidae. Inga underarter finns listade i Catalogue of Life.